# Paul Keating
Pour les articles homonymes, voir Keating.
Paul Keating, né le 18 janvier 1944 à Sydney, est un homme d'État australien, Premier ministre d'Australie du 20 décembre 1991 au 11 mars 1996.
Membre du Parti travailliste australien, au sein duquel il est actif dès sa jeunesse, il se met en valeur lorsqu'il devient un ministre des Finances aux accents réformateurs dans le gouvernement de Bob Hawke, en 1983.
En tant que Premier ministre, il prononce le discours de Redfern en 1992, appellant ses concitoyens à reconnaître les torts faits aux Aborigènes d'Australie dans le passé. La loi sur les titres autochtones de 1993 alloue une meilleure reconnaissance et protection juridique de leurs terres. Outre cette évolution législative, son gouvernement mène nombre de projets de loi à leur terme et récolte une victoire surprise aux élections fédérales de 1993, alors que la grande majorité des observateurs donnait les travaillistes battus.
Pendant son second mandat, ses projets de réforme ne réussissent pas à séduire un électorat qui se sent alors très préoccupé par la situation économique. Paul Keating est battu par John Howard et son Parti libéral d'Australie aux élections de 1996. Il démissionne dans la foulée de son mandat à la Chambre des représentants pour la circonscription de Blaxland, au sud-ouest du centre-ville de Sydney, où il siège depuis 1969, puis travaille comme consultant en affaires.

## Jeunesse
Keating passe son enfance à Bankstown, un quartier ouvrier de Sydney. Il est l'un des quatre enfants de Matthew Keating, un chaudronnier et délégué syndical d'origine irlandaise et de sa femme, Minnie.
Keating quitte l'école à 15 ans pour travailler comme secrétaire puis comme assistant de recherche pour un syndicat. Il rejoint le Parti travailliste dès qu'il le peut et il devient en 1966 président de la section jeunesse du parti.

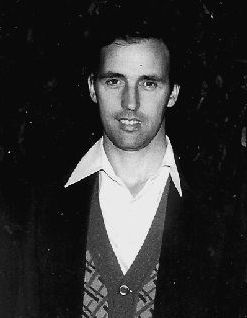
Paul Keating en 1979.

Grâce aux syndicats et à son poste au Parti travailliste, Keating peut rencontrer des hauts responsables travaillistes comme Laurie Brereton (en), Graham Richardson (en) et Bob Carr et se lie d'amitié avec l'ancien Premier ministre de Nouvelle-Galles du Sud Jack Lang qui avait eu 90 ans. Keating rencontre Lang pour discuter politique une fois par semaine pendant un certain temps et, en 1972, il réussit à lui faire réintégrer le Parti travailliste. En sachant bien utiliser ses contacts, Keating réussit à se faire investir par son parti pour le siège de Blaxland dans la banlieue ouest de Sydney et est élu aux élections de 1969. Il avait 25 ans.
Keating reste simple représentant pendant la plus grande partie du gouvernement travailliste de Gough Whitlam mais est tout de même pendant un laps de temps assez court en 1975 ministre du Territoire du Nord, ce qui en fait l'un des plus jeunes ministres de l'histoire australienne. Après la défaite travailliste de 1975, Keating devient une des figures principales de l'opposition et en 1981, il devient président de la section de Nouvelle-Galles du Sud du Parti travailliste et le représentant de l'aile droite du parti. Comme porte-parole de l'opposition, il sait se créer un style de débatteur agressif. Au début, il soutient Bill Hayden contre Bob Hawke pour la direction du parti, espérant probablement ainsi lui succéder directement mais à la fin de 1982, il accepte qu'Hawke prenne la place de chef du parti.
En 1975, Keating épouse Annita van Iersel, une Néerlandaise employée de la compagnie aérienne Alitalia dont il a quatre enfants mais dont il se sépare en 1998.

## Ministre des Finances
Quand Hawke remporte les élections fédérales de mars 1983, Keating devient ministre des Finances, un poste qu'il garda jusqu'en 1991. Keating remplace John Howard à ce poste à une époque où la conduite de l'économie demandait la plus grande attention. Pendant l'époque où Howard est ministre des Finances, l'inflation atteint un pic de 12,5 % en septembre 1982 et les taux d'intérêt 22 % le 8 avril 1982.
Les gouvernements Hawke/Keating réussissent, à quelques courtes périodes près, à faire baisser l'inflation et les taux d'intérêt élevés et pratiquement pendant toute cette période l'inflation ne dépassa pas les 10 %.
Keating a souvent été critiqué pour avoir laissé pratiquer des taux d'intérêt trop élevés et, c'est un fait que, pendant la période où Keating a été ministre des Finances puis Premier ministre, l'Australie a connu plusieurs périodes de forts taux d'intérêt. Keating reprocha aussi plusieurs fois à Howard d'avoir menti sur la taille du déficit réel qu'il avait laissé en quittant le gouvernement.
Après des débuts difficiles, Keating réussit à mener une politique économique bien maîtrisée et on lui attribue rapidement la paternité des nombreuses réformes économiques de cette période du gouvernement Hawke. Pendant les gouvernements de Hawke et de Keating entre 1983 et 1996, le parti travailliste mène à bien de nombreuses réformes politiques associées à un rationalisme économique appelé la « Troisième voie » (« the Third Way ») avec la flottaison du dollar australien en 1983, la réduction des droits de douane, la réforme des impôts, la privatisation de la compagnie aérienne Qantas et de la Banque fédérale avec la dérégulation du système bancaire australien. En 1985, Keating propose la création d'une taxe à la valeur ajoutée appelée dans les pays anglophones la « Goods and services tax (en) » — GST —, une idée qui est sérieusement envisagée avant d'être abandonnée par Hawke tant il était clair que cette réforme était impopulaire dans l'électorat australien.
Le partenariat entre Hawke et Keating est très efficace pendant le premier gouvernement Hawke (1983-87) où Hawke joue l'homme d'État et le chef populaire tandis que Keating joue le rôle du chien d'attaque. Après les élections de 1987 Keating commence à sentir qu'il était temps que Hawke lui laisse sa place. Le début de la récession de 1990, dont Keating déclara que c'était la récession dont l'Australie avait besoin voit apparaitre une montée en puissance du parti libéral que Keating utilise pour prendre la tête du parti travailliste.
En 1988, à une réunion à Kirribilli House, Hawke et Keating discutent du passage de la direction du parti à Keating. Hawke accepte de façon confidentielle et devant deux témoins de laisser sa place après les élections de 1990 ce qu'il ne fait pas. En juin 1991, après que Hawke a demandé à Keating de démissionner pour son manque de loyauté et de charisme, Keating décide d'affronter Hawke pour la direction du parti. Il perd l'élection, démissionne de son poste de ministre des Finances et déclare publiquement qu'il renonce définitivement au projet de prendre la tête du parti, ce que presque personne ne croit.
Pendant tout le reste de l'année 1991, la popularité du gouvernement de Hawke se dégrade par suite de la nouvelle récession de sorte que le nombre de ses partisans diminua et que l'opposition reprit ses attaques. En décembre 1991, Keating bat Hawke dans un nouveau duel interne au parti et devient Premier ministre.

## Premier ministre

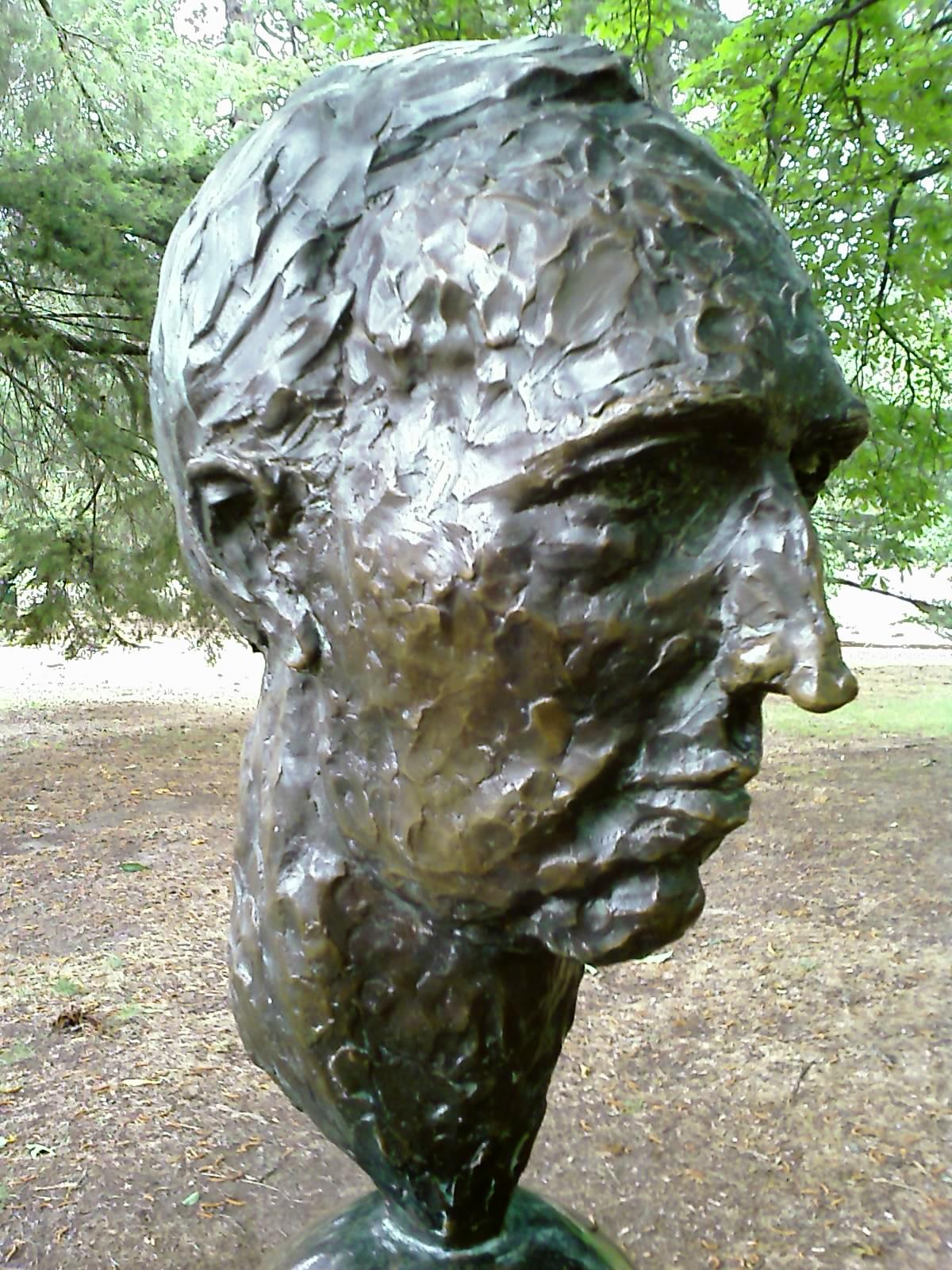
Buste de Paul Keating à Ballarat.

La défaite de Hawke est due à la révélation par le nouveau représentant libéral, John Hewson (en) de son projet politique. Connu sous le nom de « Fightback! (en) », ce projet était basé sur l'instauration d'une TVA et comprenait d'importantes réformes dans les rapports industriels, des coupes sévères dans les impôts sur les revenus et les dépenses de l'État notamment dans le domaine de la santé et de l'éducation. Hawke et son nouveau ministre des Finances, John Kerin, sont incapables de faire face à un parti libéral qui se voit déjà victorieux avec son plan de réforme. Keating, pour sa part, met sévèrement à mal la faisabilité du projet d'Hewson dans une série d'affrontements parlementaires.
Malgré cela, la plupart des commentateurs prévoient une défaite assurée pour le parti travailliste aux élections de 1993. Le parti était au pouvoir depuis dix ans, la croissance économique était faible et un certain nombre d'électeurs jugeaient Keating trop arrogant. Cependant, Keating réussit à renverser la situation en menant une campagne violente contre le projet "Fightback" et la promesse de créer de nouveaux emplois pour faire baisser le chômage.
Après avoir été élu Premier ministre, les points d'intérêts de Keating ne se limitent pas à ceux qui avaient été les siens lorsqu'il était ministre des Finances. Il envisage de faire de l'Australie une république, s'attelle à achever la réconciliation des Aborigènes avec les autres habitants du pays, et par la suite développe les relations économiques et culturelles avec les pays d'Asie. Ces idées que l'on appelle le « grand dessein » de Keating sont très populaires dans les classes moyennes des milieux tertiaires et cultivés mais ne réussissent pas à intéresser les électeurs du monde rural ou des grandes banlieues.
En plus de cela, Keating s'attelle à un programme de simplification des lois. Il crée l'« Australian National Training Authority » (ANTA), réforme le « Sex Discrimination Act (en) » et légifère sur les droits des Aborigènes en suivant l'avis historique de la Haute Cour dans l'affaire Mabo v. Queensland. Il développe les liens bilatéraux avec ses voisins asiatiques surtout avec son puissant voisin indonésien. Il joue un rôle primordial dans la création du forum de Coopération économique pour l'Asie-Pacifique (APEC) et est à l'origine des rencontres annuelles de leurs représentants. L'une des plus grandes réformes de Keating est l'instauration d'un plan pluriannuel utilisé pour employer les maigres économies des États.
Sur le Timor oriental, Paul Keating reçoit quelques critiques des associations des droits de l'homme et du prix Nobel de la Paix José Ramos-Horta pour son amitié avec le président Suharto et pour l'aide militaire apportée par l'Australie à l'Indonésie pour l'occupation du Timor oriental alors que ce pays avait su s'attirer les faveurs de la population australienne et du monde entier après le massacre de Dili,,,.
Partageant la volonté de son prédécesseur de transformer l'Australie en république, Keating crée un comité consultatif chargé de produire un rapport sur une éventuelle transition républicaine qui prendrait effet lors du centenaire de la fédération de l'Australie, le 1er janvier 2001. Le comité consultatif présente son rapport en avril 1993, proposant notamment la suppression des références au souverain australien et le remplacement du gouverneur général par un président proposé par le Premier ministre et élu par une majorité des deux tiers lors d'une séance conjointe du Sénat et de la Chambre des représentants. Paul Keating promet alors d'organiser un référendum sur la question en 1998 ou 1999. Cependant, le Parti travailliste perd les élections fédérales de 1996 et Keating est remplacé par John Howard, un monarchiste, comme Premier ministre. Celui-ci choisit finalement de maintenir le référendum, qui a lieu le 6 novembre 1999 : la proposition républicaine n'est pas adoptée, 55 % des électeurs et l'ensemble des États ayant voté « non ».
Après avoir quitté ses fonctions de Premier ministre, il devient conseiller auprès de la banque d'investissement Lazard Australia.